# Coupe du monde de combiné nordique 1985-1986
Navigation
1984–1985 1986–1987
| \| Tarvisio Saint-Moritz Oberwiesenthal Schonach Murau Lahti Oslo Štrbské Pleso \| Les sites des compétitions. |
| Tarvisio Saint-Moritz Oberwiesenthal Schonach Murau Lahti Oslo Štrbské Pleso                                   |

La Coupe du monde de combiné nordique 1986 :

## Classement final
| Rang | Nom                | Pays                 | Points |
| ---- | ------------------ | -------------------- | ------ |
| 1    | Hermann Weinbuch   | Allemagne de l'Ouest | 120    |
| 2    | Thomas Müller      | Allemagne de l'Ouest | 86     |
| 3    | Geir Andersen      | Norvège              | 81     |
| 4    | Hallstein Bøgseth  | Norvège              | 73     |
| 5    | Hubert Schwarz     | Allemagne de l'Ouest | 48     |
| 6    | Fredy Glanzmann    | Suisse               | 44     |
| 7    | Klaus Sulzenbacher | Autriche             | 43     |
| 8    | Giampaolo Mosele   | Italie               | 41     |
| 9    | Espen Andersen     | Norvège              | 40     |
| 9    | Andreas Schaad     | Suisse               | 40     |

## Calendrier
| Étape                              | Date             | Épreuve                             | Vainqueur         | Deuxième          | Troisième          |
| Tarvisio                           |                  |                                     |                   |                   |                    |
| 1                                  | 21 décembre 1985 | Gundersen individuel – K90 / 15 km  | Geir Andersen     | Hermann Weinbuch  | Thomas Müller      |
| Oberwiesenthal                     |                  |                                     |                   |                   |                    |
| 2                                  | 29 décembre 1985 | Gundersen individuel – K90 / 15 km  | Thomas Müller     | Uwe Dotzauer      | Hermann Weinbuch   |
| Schonach (Coupe de la Forêt-noire) |                  |                                     |                   |                   |                    |
| 3                                  | 4 janvier 1986   | Gundersen individuel – K90 / 15 km  | Hermann Weinbuch  | Thomas Müller     | Fredy Glanzmann    |
| Murau                              |                  |                                     |                   |                   |                    |
| 4                                  | 18 janvier 1986  | Gundersen individuel – K85 / 15 km  | Hermann Weinbuch  | Hallstein Bøgseth | Thomas Müller      |
| Lahti                              |                  |                                     |                   |                   |                    |
| 5                                  | 28 février 1986  | Gundersen individuel – K88 / 15 km  | Hermann Weinbuch  | Geir Andersen     | Klaus Sulzenbacher |
| Oslo                               |                  |                                     |                   |                   |                    |
| 6                                  | 14 mars 1986     | Gundersen individuel – K105 / 15 km | Hallstein Bøgseth | Hermann Weinbuch  | Klaus Sulzenbacher |
| Štrbské Pleso                      |                  |                                     |                   |                   |                    |
| 7                                  | 22 mars 1986     | Gundersen individuel – K88 / 15 km  | Hermann Weinbuch  | Hubert Schwarz    | Geir Andersen      |